# Critérium du Dauphiné 2019
71. ročník etapového cyklistického závodu Critérium du Dauphiné se konal mezi 9. a 16. červnem 2019 ve Francii a Švýcarsku. Celkovým vítězem se stal Dán Jakob Fuglsang z týmu Astana. Navázal tak na své vítězství z roku 2017. Na druhém a třetím místě se umístili Američan Tejay van Garderen (EF Education First) a Němec Emanuel Buchmann (Bora–Hansgrohe).

## Týmy
Závodu se účastnilo všech 18 UCI WorldTeamů společně se čtyřmi UCI Professional Continental týmy. Každý z 22 týmů přijel se 7 jezdci, na start se tedy postavilo 154 jezdců. Do cíle v Champéry dojelo 106 jezdců.
UCI WorldTeamy
- AG2R La Mondiale
- Astana
- Bahrain–Merida
- Bora–Hansgrohe
- CCC Team
- Quick-Step–Alpha VinylDeceuninck–Quick-Step
- EF Education First
- Groupama–FDJ
- Lotto–Soudal
- Mitchelton–Scott
- Movistar Team
- Team Dimension Data
- Team Ineos
- Team Jumbo–Visma
- Team Katusha–Alpecin
- Team Sunweb
- Trek–Segafredo
- UAE Team Emirates

UCI Professional Continental týmy
- Cofidis
- Arkéa–Samsic
- Vital Concept–B&B Hotels
- Wanty–Gobert

## Trasa a etapy
Trasa byla odhalena 25. března 2019 v Lyonu.
| Etapa         | Datum         | Trasa                                          | Vzdálenost | Typ       | Typ                  | Vítěz                      |
| ------------- | ------------- | ---------------------------------------------- | ---------- | --------- | -------------------- | -------------------------- |
| 1             | 9. června     | Aurillac - Jussac                              | 142 km     |           | Středně těžká etapa  | Edvald Boasson Hagen (NOR) |
| 2             | 10. června    | Mauriac - Craponne-sur-Arzon                   | 180 km     |           | Zvlněná etapa        | Dylan Teuns (BEL)          |
| 3             | 11. června    | Le Puy-en-Velay - Riom                         | 172 km     |           | Zvlněná etapa        | Sam Bennett (IRL)          |
| 4             | 12. června    | Roanne - Roanne                                | 26,1 km    |           | Individuální časovka | Wout van Aert (BEL)        |
| 5             | 13. června    | Boën-sur-Lignon - Voiron                       | 201 km     |           | Zvlněná etapa        | Wout van Aert (BEL)        |
| 6             | 14. června    | Saint-Vulbas - Saint-Michel-de-Maurienne       | 228 km     |           | Středně těžká etapa  | Julian Alaphilippe (FRA)   |
| 7             | 15. června    | Saint-Genix-les-Villages - Les Sept Laux-Pipay | 133 km     |           | Horská etapa         | Wout Poels (NED)           |
| 8             | 16. června    | Cluses - Champéry (Švýcarsko)                  | 113,5 km   |           | Středně těžká etapa  | Dylan van Baarle (NED)     |
| Celková délka | Celková délka | Celková délka                                  | 1195,6 km  | 1195,6 km | 1195,6 km            | 1195,6 km                  |

## Průběžné pořadí
| Etapa          | Vítěz                | Celkové pořadí       | Bodovací soutěž      | Vrchařská soutěž   | Soutěž mladých jezdců | Soutěž týmů        |
| -------------- | -------------------- | -------------------- | -------------------- | ------------------ | --------------------- | ------------------ |
| 1              | Edvald Boasson Hagen | Edvald Boasson Hagen | Edvald Boasson Hagen | Casper Pedersen    | Wout van Aert         | Wanty–Gobert       |
| 2              | Dylan Teuns          | Dylan Teuns          | Alexey Lutsenko      | Casper Pedersen    | Wout van Aert         | Astana             |
| 3              | Sam Bennett          | Dylan Teuns          | Wout van Aert        | Casper Pedersen    | Wout van Aert         | Astana             |
| 4              | Wout van Aert        | Adam Yates           | Wout van Aert        | Casper Pedersen    | Wout van Aert         | EF Education First |
| 5              | Wout van Aert        | Adam Yates           | Wout van Aert        | Casper Pedersen    | Wout van Aert         | EF Education First |
| 6              | Julian Alaphilippe   | Adam Yates           | Wout van Aert        | Julian Alaphilippe | Bjorg Lambrecht       | EF Education First |
| 7              | Wout Poels           | Jakob Fuglsang       | Wout van Aert        | Julian Alaphilippe | Bjorg Lambrecht       | Astana             |
| 8              | Dylan van Baarle     | Jakob Fuglsang       | Wout van Aert        | Julian Alaphilippe | Bjorg Lambrecht       | Astana             |
| Konečné pořadí | Konečné pořadí       | Jakob Fuglsang       | Wout Van Aert        | Julian Alaphilippe | Bjorg Lambrecht       | Astana             |

## Konečné pořadí
| Legenda | Legenda                            | Legenda | Legenda                                 |
| ------- | ---------------------------------- | ------- | --------------------------------------- |
|         | Označuje vítěze celkového pořadí.  |         | Označuje vítěze bodovací soutěže.       |
|         | Označuje vítěze vrchařské soutěže. |         | Označuje vítěze soutěže mladých jezdců. |
|         | Označuje vítěze soutěže týmů.      |         |                                         |

### Celkové pořadí
| Pořadí | Jezdec             | Tým                | Čas         |
| ------ | ------------------ | ------------------ | ----------- |
| 1      | Jakob Fuglsang     | Astana             | 30h 44’ 27” |
| 2      | Tejay van Garderen | EF Education First | + 20”       |
| 3      | Emanuel Buchmann   | Bora–Hansgrohe     | + 21”       |
| 4      | Wout Poels         | Team Ineos         | + 28”       |
| 5      | Thibaut Pinot      | Groupama–FDJ       | + 33”       |
| 6      | Dylan Teuns        | Bahrain–Merida     | + 1’ 11”    |
| 7      | Alexej Lucenko     | Astana             | + 1’ 12”    |
| 8      | Dan Martin         | UAE Team Emirates  | + 1’ 21”    |
| 9      | Nairo Quintana     | Movistar Team      | + 1’ 24”    |
| 10     | Romain Bardet      | AG2R La Mondiale   | + 1’ 38”    |

### Bodovací soutěž
| Pořadí | Jezdec               | Tým                   | Body |
| ------ | -------------------- | --------------------- | ---- |
| 1      | Wout van Aert        | Team Jumbo–Visma      | 82   |
| 2      | Edvald Boasson Hagen | Team Dimension Data   | 53   |
| 3      | Julian Alaphilippe   | Deceuninck–Quick-Step | 49   |
| 4      | Alexej Lucenko       | Astana                | 48   |
| 5      | Sam Bennett          | Bora–Hansgrohe        | 47   |
| 6      | Jakob Fuglsang       | Astana                | 39   |
| 7      | Wout Poels           | Team Ineos            | 31   |
| 8      | Dylan Teuns          | Bahrain–Merida        | 31   |
| 9      | Nils Politt          | Team Katusha–Alpecin  | 31   |
| 10     | Philippe Gilbert     | Deceuninck–Quick-Step | 30   |

### Vrchařská soutěž
| Pořadí | Jezdec               | Tým                   | Body |
| ------ | -------------------- | --------------------- | ---- |
| 1      | Julian Alaphilippe   | Deceuninck–Quick-Step | 75   |
| 2      | Magnus Cort Nielsen  | Astana                | 25   |
| 3      | Wout Poels           | Team Ineos            | 15   |
| 4      | Jack Haig            | Mitchelton–Scott      | 14   |
| 5      | Alessandro De Marchi | CCC Team              | 14   |
| 6      | Dylan van Baarle     | Team Ineos            | 14   |
| 7      | Lennard Hofstede     | Team Jumbo–Visma      | 14   |
| 8      | Jakob Fuglsang       | Astana                | 12   |
| 9      | Emanuel Buchmann     | Bora–Hansgrohe        | 12   |
| 10     | Alexej Lucenko       | Astana                | 10   |

### Soutěž mladých jezdců
| Pořadí | Jezdec                | Tým                  | Čas         |
| ------ | --------------------- | -------------------- | ----------- |
| 1      | Bjorg Lambrecht       | Lotto–Soudal         | 30h 47’ 44” |
| 2      | Neilson Powless       | Team Jumbo–Visma     | + 11’ 42”   |
| 3      | Sepp Kuss             | Team Jumbo–Visma     | + 16’ 02”   |
| 4      | Nils Politt           | Team Katusha–Alpecin | + 24’ 31”   |
| 5      | Gianni Moscon         | Team Ineos           | + 24’ 42”   |
| 6      | David Gaudu           | Groupama–FDJ         | + 32’ 55”   |
| 7      | Robert Power          | Team Sunweb          | + 33’ 34”   |
| 8      | Wout van Aert         | Team Jumbo–Visma     | + 41’ 52”   |
| 9      | Lennard Hofstede      | Team Jumbo–Visma     | + 47’ 17”   |
| 10     | Cristian Camilo Muñoz | UAE Team Emirates    | + 49’ 38”   |

### Soutěž týmů
| Pořadí | Tým                | Čas         |
| ------ | ------------------ | ----------- |
| 1      | Astana             | 92h 19’ 24” |
| 2      | Team Ineos         | + 12’ 58”   |
| 3      | Groupama–FDJ       | + 13’ 22”   |
| 4      | Team Jumbo–Visma   | + 18’ 38”   |
| 5      | Mitchelton–Scott   | + 27’ 21”   |
| 6      | EF Education First | + 34’ 30”   |
| 7      | Movistar Team      | + 37’ 47”   |
| 8      | Bahrain–Merida     | + 38’ 05”   |
| 9      | Wanty–Gobert       | + 40’ 17”   |
| 10     | UAE Team Emirates  | + 49’ 52”   |